# Raion de Dubăsari
Pour l’article homonyme, voir Raion de Dubăsari (Transnistrie).
Le raion de Dubăsari est un raion de la Moldavie. Sa capitale est officiellement Dubăsari, mais comme cette ville, avec la moitié orientale du raion, est contrôlée par la Transnistrie sécessionniste, non reconnue au niveau international, le centre administratif de facto est Cocieri.
En 2014, sa population était de 29 271 habitants.

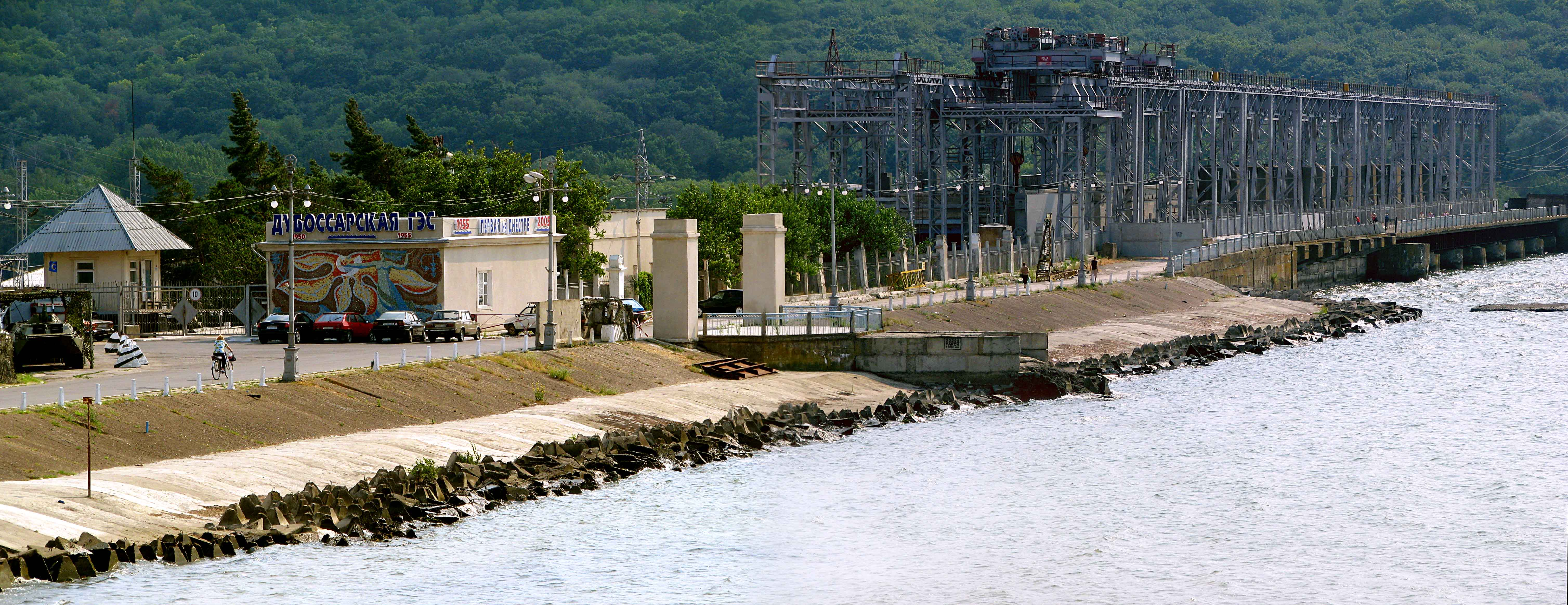
Centrale hydroélectrique de Dubăsari

## Caractéristiques

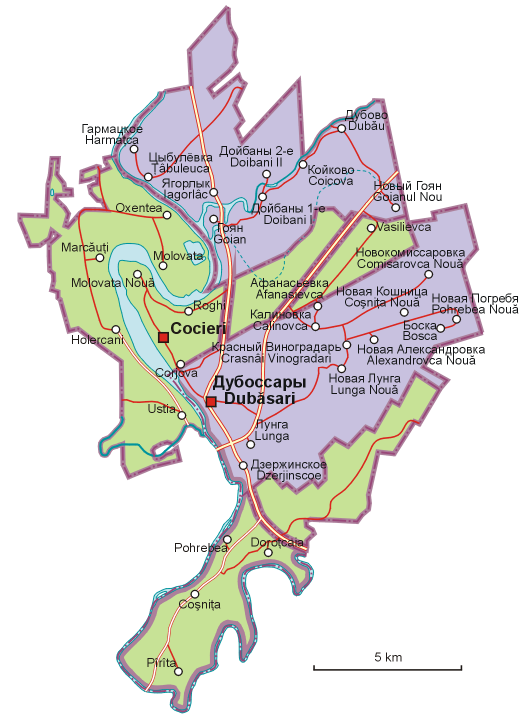
Carte du raion de Dubăsari. Les zones en vert sont contrôlées par la Moldavie ; celles en violet sont contrôlées par la Transnistrie.

Le raion de Dubăsari est créé en 1924 à l'est du Dniestr comme subdivision de la RSSA moldave, république autonome de la RSS d'Ukraine. La Moldavie devient indépendante en 1991.
À la suite de la guerre du Dniestr en 1992, le contrôle du raion est partagé entre les autorités moldaves et transnistriennes. La Moldavie contrôle la partie ouest, la Transnistrie la partie est. Les communes appartenant à l'une ou l'autre partie ne sont pas toutes contigües, mais la circulation est possible.
En 1998, une nouvelle loi propose à la Transnistrie le statut de județ (département) autonome, que celle-ci-refuse : à cette occasion, plusieurs communes dont Cocieri, choisissent de se rattacher au județ voisin de Chișinău, situé sur la rive droite, c'est-à-dire de se placer sous l'autorité du gouvernement internationalement reconnu. Les autres communes du raion restent sous contrôle de la Transnistrie. Lorsqu'en 2001 les raions sont rétablis, les communes qui avaient choisi la Moldavie, ainsi que quelques autres de l'ancien județ de Chișinău, forment l'actuelle partie moldave du raion de Dubăsari, tandis que la ville de Dubăsari et le reste du rayon restent sous contrôle de la Transnistrie. Le centre administratif de la partie sous contrôle moldave est Cocieri.

## Démographie
| Groupe ethnique      | %    |
| -------------------- | ---- |
| Moldaves et Roumains | 98,2 |
| Ukrainiens           | 0,9  |
| Russes               | 0,5  |
| Bulgares             | 0,1  |
| Autres               | 0,1  |
| Gagaouzes            | 0,1  |

## Communes
Les communes composant le district sont : Cocieri ; Corjova ; Coșnița (en) ; Doroțcaia ; Holercani (en) ; Marcăuți (en) ; Molovata (en) ; Molovata Nouă (en) ; Oxentea (en) ; Pîrîta (en) ; Ustia (en).